# Ahrouniwersytet Dniepropetrowsk
Ahrouniwersytet Dniepropetrowsk (ukr. Міні-футбольний клуб «Агроуніверситет» Дніпропетровськ, Mini-Futbolnyj Kłub "Ahrouniwersytet" Dnipropetrowśk) – ukraiński klub futsalu, mający siedzibę w mieście Dniepr. W latach 1991–1992 występował w rozgrywkach mistrzostw Ukraińskiej SRR i Ukrainy.

## Historia
Chronologia nazw:
- 1991: Ahrouniwersytet Dniepropetrowsk (ukr. «Агроуніверситет» Дніпропетровськ)

Klub futsalowy Ahrouniwersytet Dniepropetrowsk został założony w Dniepropetrowsku w 1991 roku i reprezentował Dniepropetrowski Państwowy Agrarny Uniwersytet. W 1991 debiutował w mistrzostwach Ukraińskiej SRR w futsalu, zdobywając brązowe medale. W 1992 roku startował w rozgrywkach o Puchar Ukrainy. W sezonie 2000/01 zwyciężył w Pierwszej Lidze mistrzostw Ukrainy.

## Sukcesy

### Trofea międzynarodowe
Nie uczestniczył w rozgrywkach europejskich (stan na 31-05-2019).

### Trofea krajowe
| \| \| Zdobyte trofea w rozgrywkach Ukrainy (stan na: 31-05-2019) \| |                                                            |      |                     |
| Rozgrywki                                                           | Osiągnięcie                                                | Razy | Sezon(y)            |
| · Mistrzostwo                                                       | I miejsce                                                  | 0    |                     |
| · Mistrzostwo                                                       | II miejsce                                                 | 0    |                     |
| · Mistrzostwo                                                       | III miejsce                                                | 1    | 1991 (nieoficjalne) |
| Puchar                                                              | zdobywca                                                   | 0    |                     |
| Puchar                                                              | finalista                                                  | 0    |                     |
| II liga                                                             | I miejsce                                                  | 1    | 2000/01             |
| II liga                                                             | II miejsce                                                 | 0    |                     |
| II liga                                                             | III miejsce                                                | 0    |                     |
| Ukraina                                                             | Zdobyte trofea w rozgrywkach Ukrainy (stan na: 31-05-2019) |      |                     |

## Struktura klubu

### Stadion
Klub rozgrywał swoje mecze domowe w Hali SK DDAU w Dniepropetrowsku. Pojemność: 500 miejsc siedzących.

### Sponsorzy
- Dnieprowski Państwowy Agrarno-Ekonomiczny Uniwersytet